# Єва Рутткаї
Єва Рутткаї (угор. Ruttkai Éva, при народженні Рушш, 31 грудня 1927, Будапешт — 27 вересня 1986, Будапешт) — угорська акторка театру і кіно, телеведуча. На честь мисткині названо астероїд.

## Біографія

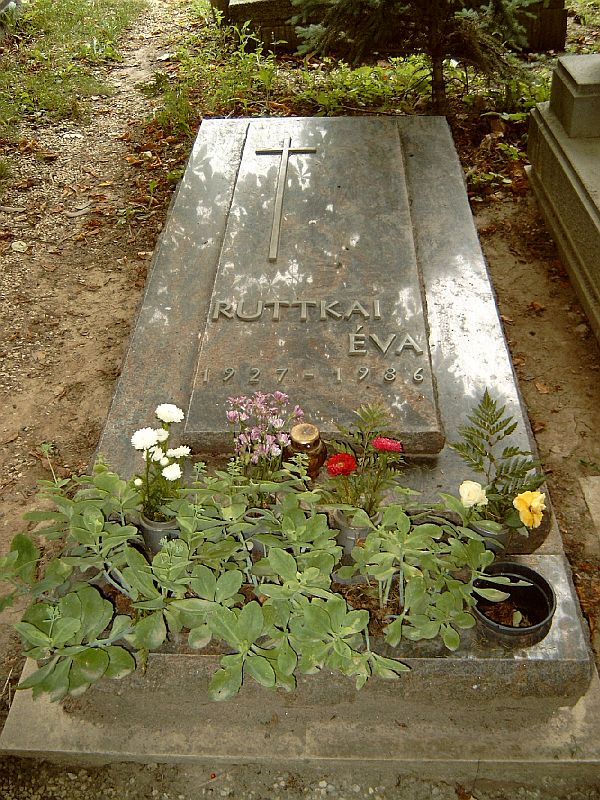
Могила Єви Рутткаї

Єва Рушш народилася 31 грудня 1927 в Будапешті шостою дитиною в сім'ї, але лише вона і її брати Іван і Отто досягли повноліття. Сім'я ледве зводила кінці з кінцями, брати працювали акторами-дітьми в театрі. Єва приєдналася до них, коли їй було лише 2 роки. Разом з братом Іваном вона працювала в будапештському Театрі комедії, потім в дитячому театрі Артура Лакнера. Там вона зустрілася з такими відомими угорськими акторами, як Лілі Дарваш або Артур Шомлаі.
На Єву звернув увагу директор Театру комедії Даніель Йоб, і контракт з цим театром вона уклала в 16-річному віці. У Театрі комедії вона пропрацювала до самої смерті в 1986, за винятком короткого періоду з 1948 по 1951, коли грала в Національному театрі.
У 1948–1986 знялася в понад 50 художніх фільмах, а також майже в 30 телевізійних фільмів і телеспектаклів.
У 1950 Рутткаї одружилася з актором Національного театру Міклошем Ґабором, в шлюбі з яким в 1952 народила дочку Юлію.
У 1960 на репетиції п'єси Павла Когоута «Така любов» в Мішкольці Рутткаї зустріла угорського актора Золтана Латиновича, з яким стала жити разом до його смерті в 1976.
Через півроку після свого останнього виходу на сцену Єва Рутткаї померла 27 вересня 1986. Похована на цвинтарі Фаркашреті в Будапешті.

## Творчість

### Театр
Як професійна театральна акторка Рутткаї дебютувала в 1945 в Театрі комедії («Вігсінхаз») в ролі Емілі («Наше містечко»). Популярність їй принесли насамперед ліричні ролі, серед яких насамперед Луїза («Підступність і кохання» Шіллера), Роксана («Сірано де Бержерак» Ростана), Наташа («Щастя», інсценування роману Павленко).
Характерна зовнішність, витонченість, глибина внутрішнього перевтілення дали Рутткаї можливість створити образи як Наташі Ростової («Війна і мир» Толстого) і Джульєтти («Ромео і Джульєтта» Шекспіра), так і Меггі («Кішка на розпеченому даху» Теннессі Вільямса) або Зілії («Німий лицар» Хельтаі).

### Кіно
Славу і популярність не тільки в Угорщині, але й за її межами, Рутткаї здобула виконанням характерних і комедійних ролей в кіно. Найяскравіші з них — Юліка у фільмі «Кружка пива» (1955), Віка («Опівночі», 1957), Каті в комедії «Історія моєї дурості» (1965), вчителька Марта в детективі «Фальшива Ізабелла» (1968), Ленка в фільмі «Синдбад» (1971).

## Вибрана фільмографія
- 1963 — «Фото Габера» — Ані Барабаш
- 1965 — «Історія моєї дурості» — Каті
- 1967 — «Угорський набоб» — Флора Есекі
- 1967 — «Доля Золтана Карпаті» — Флора Сент-Ірма
- 1968 — «Зірки Еґера» — королева Ізабелла Ягеллонка
- 1968 — «Лицарі „Золотої рукавички“»
- 1968 — «Фальшива Ізабелла» — вчителька березня Вег
- 1974 — «Синдбад» — Ленка

## Звання та нагороди
- Заслужена артистка УНР — 1966;
- Народна артистка УНР — 1971;
- Лауреатка Національної премії імені Лайоша Кошута 2-го ступеня — 1960;
- Лауреатка Премія імені Марі Ясаі — двічі, в 1955 і 1959;
- Лауреатка премії Національної ради профспілок Угорщини — 1984.